# Chloranthus serratus
Chloranthus serratus är en tvåhjärtbladig växtart som först beskrevs av Carl Peter Thunberg, och fick sitt nu gällande namn av Johann Jakob Roemer och Schult. Chloranthus serratus ingår i släktet Chloranthus och familjen Chloranthaceae. Utöver nominatformen finns också underarten C. s. taiwanensis.

## Bildgalleri

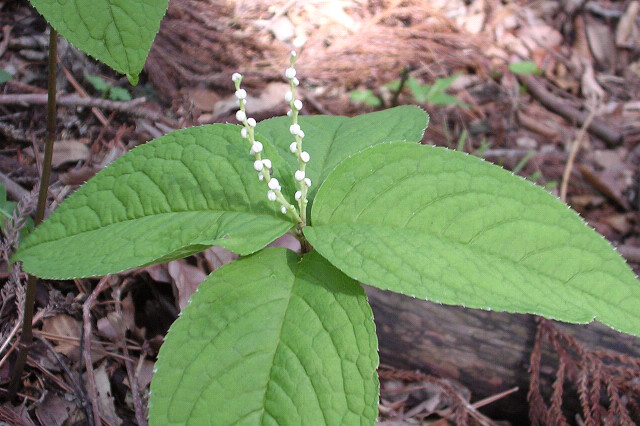